# Air Albania
Air Albania je vlajková letecká společnost Albánie. Sídlí na Mezinárodním letišti Matky Terezy v Tiraně. Její kód u International Air Transport Association je ZB. 

## Historie
Společnost byla založena 16. května 2018 a navázala na Albanian Airlines, které zanikly v roce 2011. Dohodu o jejím zřízení uzavřeli Edi Rama a Recep Tayyip Erdoğan. Air Albania je vlastnictvím konsorcia, v němž drží Turkish Airlines 49 % akcií, zbytek patří albánské vládě a soukromé společnosti MDN Investment. Konsorcium také zahájilo výstavbu nového mezinárodního letiště ve Vloře. Způsob založení firmy vyvolal podezření z manipulace s veřejnými zakázkami. Nizozemský politik Stef Blok vyzval k prošetření, zda tím Albánie neporušila své závazky z přístupových jednání s Evropskou unií.
První let Air Albania se uskutečnil 14. září 2018 a pravidelný provoz byl zahájen v dubnu 2019. V roce 2020 udělila Agentura Evropské unie pro bezpečnost letectví společnosti Air Albania právo provozovat lety do zemí EU. V dubnu 2025 vlastnila Air Albania dvě letadla Airbus A320, pojmenovaná po spisovatelích Migjenim a Gjergju Fishtovi. Létají na Letiště Brusel, Letiště Orio al Serio, Mezinárodní letiště Leonarda da Vinciho Řím-Fiumicino, Letiště Basilej-Mylhúzy-Freiburg, Letiště Vídeň, Letiště Ankara-Esenboğa a Letiště Istanbul.
Jméno společnosti nese od roku 2019 Stadion Air Albania v Tiraně (původně Arena Kombëtare), kde hraje své domácí zápasy albánská fotbalová reprezentace.